# Smedley Butler
Smedley Darlington Butler (* 30. července 1881, West Chester, Pensylvánie, USA – 21. června 1940, Philadelphia, USA) byl americký generálmajor námořní pěchoty a ve své době nejvíce dekorovaný mariňák v historii Spojených států.

## Život
V armádě sloužil od roku 1898 do roku 1931, bojoval v šesti významných konfliktech Spojených států první třetiny 20. století, z čehož své vůdcovské schopnosti zúročil ve třech významných bitvách (u Tientsin, San Tan Pating v Boxerském povstání a u Veracruz v Mexické revoluci).
V roce 1912 velel vylodění části amerického námořnictva během první okupace Nikaraguy. Roku 1915 se podílel na velení během okupace Haiti.
Během 34 let své služby u amerického námořnictva byl vyznamenán mnoha medailemi za hrdinství, včetně Marine Corps Brevet Medal (nejvyšší vyznamenání námořnictva své doby pro důstojníky) a medailí cti (Medal of Honor) a to hned dvakrát. Pouze 19 lidí tuto medaili získalo dvakrát, pouze tři získali oba typy těchto dvou ocenění a pouze Butler je získal za dvě rozdílné akce.
Navíc ke své vojenské kariéře vstoupil do povědomí svými protiintervencionistickými postoji a svou knihou War is a Racket, která jako jedna z prvních popisovala tzv. vojensko-průmyslový komplex. Po odchodu z armády se stal populárním řečníkem na setkáních organizovaných veterány, pacifisty a náboženskými skupinami 30. let 20. století.
V roce 1934 dosvědčil Kongresu Spojených států, že skupina bohatých průmyslníků plánovala vojenský převrat (tzv. Business Plot) s cílem svrhnout vládu prezidenta Franklina D. Roosevelta.
O své vojenské kariéry řekl v roce 1935 následující:
| „                                    | Strávil jsem 33 let a 4 měsíce v aktivní vojenské službě a během té doby jsem nejvíce času trávil jako vysoce postavený ranař pro velký byznys, Wall Street a bankéře. Jednoduše řečeno, byl jsem bandita, gangster kapitalismu. Pomáhal jsem udělat Mexiko a zejména Tampico bezpečné pro americké ropné zájmy v roce 1914. Pomohl jsem učinit z Haiti a Kuby decentní místo pro chlapce z National City Bank, aby tam vybírali výnosy. Pomáhal jsem znásilnit půl tuctu republik ve Střední Americe ve prospěch Wall Streetu. Pomáhal jsem očistit Nikaraguu pro International Banking House of Brown Brothers v letech 1902-1912. Přinesl jsem světlo do Dominikánské republiky pro zájmy amerického cukrovarnictví v roce 1916. Pomohl jsem učinit Honduras správným místem pro americké ovocnářské společnosti v roce 1903. V Číně jsem roku 1927 pomohl vyšlapat cestu Standard Oilu, který do ní expandoval nikým neobtěžován. Když se na to podívám zpětným pohledem, býval bych mohl Al Caponemu dát pár rad. On řádil přinejlepším ve třech okresech. Já na třech kontinentech. | “ |
| — Smedley Butler, Common Sense, 1935 | |   |

## Vyznamenání
- Medaile cti – udělena dvakrát
- Marine Corps Brevet Medal
- Navy Distinguished Service Medal
- Army Distinguished Service Medal
- Expediční medaile námořní pěchoty s třemi bronzovými služebními hvězdami
- Medaile za španělské tažení
- China Relief Expedition Medal
- Medaile za tažení na Filipínách
- Medale za tažení v Nikaragui
- Medaile za tažení na Haiti
- Medaile za tažení v Dominikánské republice
- Medaile za službu v Mexiku
- Medaile Vítězství v první světové válce s maltézským křížem
- Medaile za službu v Yangtze
- velkokříž Národního řádu cti a zásluh – Haiti
- Vojenská medaile – Haiti
- komtur Řádu černé hvězdy – Francie